# بایو-سور-تیران
بایو-سور-تیران (به فرانسوی: Bailleul-sur-Thérain) یک کمون (فرانسه) در فرانسه است که در canton of Nivillers واقع شده‌است. بایو-سور-تیران ۹٫۵ کیلومتر مربع مساحت دارد ۵۹ متر بالاتر از سطح دریا واقع شده‌است.